# Jamie Reeves

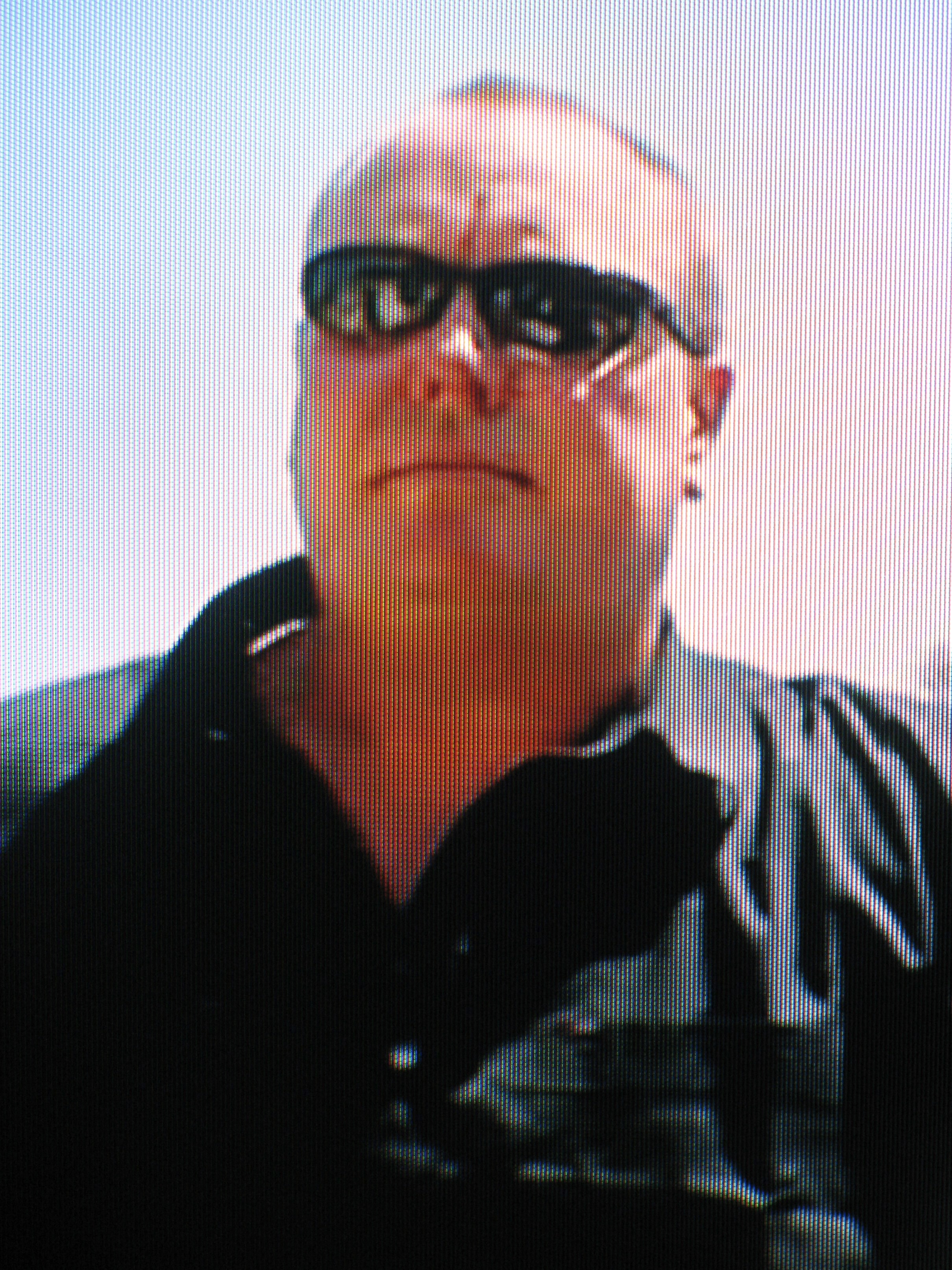
Jamie Reeves

Jamie Reeves (nacido el 3 de mayo de 1963) es un strongman británico, uno de los ganadores de el hombre más fuerte del mundo.
Comenzó a competir como strongman a mediados de los 80 y ganó el hombre más fuerte del mundo en 1989 con 54.5 puntos, superando a nada menos que Jón Páll Sigmarsson.Se retiró del strongman en 1993 y actualmente ejerce como jurado de la IFSA.

## Resultados en el hombre más fuerte del mundo
- 1988 - 3.º
- 1989 - 1º
- 1990 - lesionado
- 1991 - lesionado
- 1992 - 2.º

## Estadísticas
- altura: 1,90 m
- Peso: 146 kg
- IMC: 40.2
- Bíceps: 58 cm

| el hombre más fuerte del mundo     |                |                                   |
| Precedido por: Jón Páll Sigmarsson | Primero (1989) | Sucedido por: Jón Páll Sigmarsson |

- Datos: Q6147385